# Генуезка република
Генуезката република или Република Генуа (на италианскиː Repubblica di Genova, на лигурскиː Repúbrica de Zêna, /ɾe'pybɾika de 'ze:na/, на латинскиː Res publica Genuensis или Ianuensi; официално Compagna Communis Ianuensis до 1528 г. и от 1580 г. Пресветлейша генуезка република – Serenissima Repubblica di Genova) е средновековна и ранномодерна морска република със столица Генуа в Лигурия, днешна Италия, съществувала от 1099 до 1797 г. През Късното средновековие е една от основните търговски сили в Средиземно и в Черно море, а между XVI и XVII век – един от основните финансови центрове в Европа.
По време на историята си от повече от седем века тя създава няколко колонии в Средиземно море и в Черно море, включително Корсика от 1347 до 1768 г., Монако, Южен Крим от 1266 до 1475 г. и островите Лесбос и Хиос от XIV век до 1462 и 1566 г. съответно. Някои от тях са създадени директно под патронажа на властите на републиката, за да подкрепят икономиката на местните търговци, докато други са родени като феодални владения на генуезките благородници. Генуезката колонизация се смята за средновековния предшественик на съвременната колонизация. С настъпването на Новото време републиката губи много от своите колонии и трябва да измести интересите си и да се съсредоточи върху банковото дело. Това решение се оказва успешно за Генуа, която става един от центровете на капитализма, с високо развити банки и търговски компании.
Наричана „Превъзходната“ (La Superba) от Франческо Петрарка заради славата си в моретата и впечатляващите си паметници, републиката е известна и с имената „Господарката“ (Dominante), „Господарката на моретата“ (Dominante dei mari) и „Републиката на великолепните“ (Repubblica dei magnifici). От XI век до 1528 г. е официално известна като Compagna Communis Ianuensis, а от 1580 г. като Serenìssima Repùbrica de Zêna („Най-светлейшата генуезка република“).
От 1339 г. до изчезването на републиката през 1797 г. най-висшата длъжност в нея е дожът, първоначално избиран пожизнено, а след 1528 г. с двугодишен мандат. В действителност обаче републиката е олигархия, управлявана от малка група търговски семейства, от които са избирани дожите.
Генуезкият флот играе основна роля за богатството и силата на републиката през вековете и значението му е признато в цяла Европа. До ден днешен неговото наследство, като ключов фактор за триумфа на Генуезката република, все още се признава и неговият герб е изобразен на знамето на италианския флот. През август 1284 г. Генуа се бие победоносно срещу Република Пиза в битката при Мелория за господството над Тиренско море и е вечен съперник на Венецианската република за господство в Средиземно море.
Републиката е установена като самоуправляваща се средновековна комуна през XI век. След като вече е загубила голяма част от историческия си престиж, републиката изчезва през 1797 г. поради италианската кампания на Наполеон, като се превръща в дъщерна република на Първата френска република под името Лигурска република (1797 – 1805) до анексирането си към Първата френска империя. След падането на Наполеон Виенският конгрес взема решение за анексирането на Лигурия към Сардинското кралство, с краткотрайно възстановяване като Генуезка република, чийто край настъпва между 1814 и 1815 г.

## Название
От XI век до 1528 г. е официално известна като Compagna Communis Ianuensis, а от 1580 г. като Serenìscima Repùbrica de Zêna („Най-светлейша генуезка република“) или също като Република Генуа (на латински: Res Publica ianuesis). Наречена е от Петрарка „Превъзходна“ (La Superba) във връзка със славата ѝ и впечатляващите ѝ забележителности. В продължение на повече от осем века републиката е известна още като „Господарката“ (la Dominante), „господарката на моретата“ (la Dominante dei mari) и „Републиката на великолепните“ (la Repubblica dei magnifici).

## История

### Предистория
След падането на Западната Римска империя град Генуа е нападнат от германските племена и около 643 г. Генуа и други лигурски градове са превзети от Лангобардското кралство при крал Ротари. През 773 г. кралството е анексирано от Франкската империяː първият каролингски граф на Генуа е Адемар, който получава титлата praefectus civitatis Genuensis. През това време и през следващия век Генуа е малко повече от малък център, който бавно изгражда своя търговски флот, който трябва да се превърне във водещия търговски превозвач на Западното Средиземноморие. През 934 – 35 г. градът е напълно разграбен и опожарен от фатимидски флот под командването на Якуб ибн Ишак ал-Тамими. Това води до дискусия за това дали Генуа от началото на X век е била „едва ли нещо повече от рибарско селище" или оживен търговски град, който си струва да бъде атакуван.
През 958 г. диплома, издадена от Беренгар II от Италия, дава пълна правна свобода на град Генуа, гарантирайки притежанието на земите ѝ под формата на поземлени владения.

### Compagna Communis
Генуа започва да става автономна от Свещената Римска империя около 1096 г. като свободна комуна, след което участва в Първия кръстоносен поход (имайки разрешение за използването на червения кръст в герба). В края на XI век комуната приема конституция на среща, състояла се от търговските асоциации на града (compagnie) и от господарите на околните долини и брегове. Новият град-държава е наречен Compagna Communis. Местната организация остава политически и социално значима в продължение на векове. Едва през 1382 г. членовете на Висшия съвет са класифицирани както по компанията, към която принадлежат, така и по тяхната политическа фракция („благородници“ срещу „популани“).

### Възход
Преди 1100 г. Генуа възниква като независим град-държава – един от редицата италиански градове-държави през този период. Номинално императорът на Свещената римска империя е сюзерен, а епископът на Генуа е президент на града. Въпреки това, действителната власт се държи от определен брой консули, избирани ежегодно от народното събрание. По това време мюсюлмански нападатели атакуват крайбрежните градове на Тиренско море. Мюсюлманите нахлуват в Пиза през 1000 г., а през 1015 г. те ескалират атаките си, нахлувайки в Луни. Муджахид ал-Сиклаби, емир на Таифа Дения, атакува Сардиния с флот от 125 кораба. През 1016 г. съюзническите войски на Генуа и Пиза защитават Сардиния. През 1066 г. избухва война между Генуа и Пиза – вероятно за контрола над Сардиния.
Републиката е една от т. нар. „морски републики“ заедно с Венеция, Пиза, Амалфи, Гаета, Анкона и Рагуза.
През 1087 г. генуезката и пизанската флоти, водени от Угучоне да Пиза и придружени от войски от Панталеймоне ди Амалфи, Салерно и Гаета, атакуват северноафриканския град Махдия, столица на Фатимидския халифат. Атаката, подкрепена от папа Виктор III, става известна като Махдийски кръстоносния поход. Нападателите превземат града, но не успяват да го задържат срещу арабските сили. След опожаряването на арабския флот в пристанището на града генуезките и пизанските войски се оттеглят. Унищожаването на арабския флот дава контрол над Западното Средиземноморие на Генуа, Венеция и Пиза. Това позволява на Западна Европа да снабдява войските на Първия кръстоносен поход от 1096 – 1099 г. по море.
През 1092 г. Генуа и Пиза, в сътрудничество с Алфонсо VI, атакуват мюсюлманската Тайфа Валенсия. Те също така неуспешно обсаждат Тортоса с подкрепата на войските на Санчо I Рамирес, крал на Арагон. През първите си векове Генуа е важен търговски град и нейната мощ започва да нараства.
Генуа започва да се разширява по време на Първия кръстоносен поход. През 1097 г. Хюг дьо Шатоньоф, епископ на Гренобъл, и Гийом, епископ на Оранж, отиват в Генуа и проповядват в църквата „Сан Сиро“, за да съберат войски за похода. Дванадесет галери, един кораб и 1200 генуезки войници се присъединяват към кръстоносния поход. Генуезките войски, водени от благородниците, отплават през юли 1097 г. Генуезкият флот, воден от благородниците де Инсула и Авокато, отплават през юли 1097 г. Генуезкият флот транспортира и осигурява морска подкрепа на кръстоносците, главно по време на обсадата на Антиохия през 1098 г., когато генуезкият флот блокира града, докато войските осигуряват подкрепа по време на обсадата. При обсадата на Йерусалим през 1099 г. генуезките арбалетчици, водени от Гулиелмо Ембриако, действат като помощни части срещу защитниците на града.
След превземането на Антиохия на 3 май 1098 г. Генуа влиза в съюз с Боемунд I, който става владетел на Княжество Антиохия. В резултат на това монархът предоставя на генуезците седалище – църквата „Сан Джовани“ и 30 къщи в Антиохия. На 6 май 1098 г. част от генуезката армия се завръща в Генуа с мощите на Йоан Кръстител, предоставени на Република Генуа като част от тяхната награда за предоставянето на военна подкрепа на Първия кръстоносен поход. Много селища в Близкия изток са дадени на Генуа, както и благоприятни търговски споразумения.
По-късно Генуа сключва съюз с йерусалимския крал Балдуин I. За да осигури съюза, Балдуин дава на Генуа една трета от господството на Арсуф, една трета от Цезарея и една трета от Акра и нейното пристанище. Освен това Република Генуа получава 300 безанта на година и една трета от завоеванието на Балдуин всеки път, когато 50 или повече генуезки войници се присъединят към нейните войски.
Ролята на републиката като морска сила в региона осигурява много благоприятни търговски договори за генуезките търговци. Те започват да контролират голяма част от търговията на Византийската империя, Триполи (Либия), Княжество Антиохия, Киликийска Армения и Египет. Въпреки че Генуа запазва правата на свободна търговия в Египет и Сирия, тя губи част от териториалните си владения след кампаниите на Салах ад-Дин в тези области в края на XII век.
През 1147 г. Генуа участва в обсадата на Алмерия, помагайки на Алфонсо VII да отвоюва този град от мюсюлманите по време на Реконкистата. След завладяването републиката дава под наем своята една трета от града на един от своите граждани – Ото ди Бонвилано, който се заклева във вярност на републиката и обещава да охранява града с триста мъже през цялото време. Това показва как ранните усилия на Генуа да разшири влиянието си включват привличане на частни граждани в комуната и непряк контрол върху отвъдморските територии, а не чрез републиканска администрация. През 1148 г. тя се присъединява към битките при Алмерия и Тортоса и помага на граф Раймон Беренгер IV Барселонски да превземе Тортоса, за което получава и една трета.
През XI и особено през XII век Генуа става доминиращата военноморска сила в западното Средиземноморие, тъй като влиянието на нейните бивши съперници Пиза и Амалфи намалява. Републиката има само един основен съперник в Средиземно море: Венецианската република.
Генуезките кръстоносци носят у дома бокал от зелено стъкло от Леванта, който генуезците дълго време смятат за Светия Граал. Не всички стоки на Генуа обаче са толкова безобидни, тъй като средновековна Генуа се превръща в основен играч в търговията с роби.

### XIII – XIV век
Търговското и културно съперничество между Генуа и Венеция се разиграва през XIII век. Венецианската република изиграва значителна роля в Четвъртия кръстоносен поход, насочвайки „латините“ към разорението на Константинопол. В резултат на венецианската подкрепа за новоналожената Латинска империя Венеция получава контрол върху голяма част от търговията в Източното Средиземноморие.
За да си възвърне контрола върху търговията, Република Генуа се съюзява с Михаил VIII Палеолог, император на Никея, който иска да възстанови Византийската империя чрез повторно завладяване на Константинопол. През март 1261 г. в Нимфеум е подписан съюзният договор. На 25 юли 1261 г. никейските войски под командването на Алексий Стратегопул превземат отново Константинопол. В резултат на това балансът се измества към Генуа, на която са предоставени права за свободна търговия в Никейската империя. В допълнение към контрола върху търговията Генуа получава пристанища и междинни станции на много острови и селища в Егейско море. Островите Хиос и Лесбос стават търговски пунктове на Генуа, както и град Смирна.
Генуа и Пиза стават единствените държави с търговски права в Черно море. През същия век Републиката завладява много селища в Крим, където е създадена генуезката колония Кафа. Съюзът с възстановената Византийска империя увеличава богатството и мощта на Генуа и същевременно намалява венецианската и пизанската търговия. Възстановената Византийска империя предоставя по-голямата част от правата за свободна търговия на Генуа. През 1282 г. Пиза се опитва да поеме контрол върху търговията и администрацията на Корсика, след като е повикана за подкрепа от съдията Синучело, който се разбунтува срещу Генуа. През август 1282 г. част от генуезкия флот блокира търговията на Пиза близо до река Арно. През 1283 г. Генуа и Пиза правят военни приготовления. Генуа построява 120 галери, 60 от които принадлежат на републиката, а останалите 60 галери са наети от физически лица. Повече от 15 000 наемници са наети като гребци и войници. Пизанският флот избягва битка и се опитва да изтощи генуезкия флот през 1283 г. На 5 август 1284 г. в морската битка при Мелория генуезката флота, състояща се от 93 кораба, водени от Оберто Дория и Бенедето Дзакария, побеждава флотата на Пиза, която се състои от 72 кораба и е водена от Албертино Морозини и Уголино дела Герардеска. Генуа пленява 30 пизански кораба и потопява седем. Около 8000 пизанци са убити по време на битката, повече от половината от пизанските войски, които са около 14 000. Поражението на Пиза, която никога не се възстановява напълно като морски конкурент, води до придобиване на контрол върху търговията на Корсика от Генуа. Сардинският град Сасари, който е под контрола на Пиза, се превръща в комуна или самозвана „свободна комуна“, която е контролирана от Генуа. Контролът над Сардиния обаче не преминава окончателно в Генуа: арагонските крале на Неапол оспорват контрола и го осигуряват едва през XV век.
Генуезките търговци се насочват на юг, към остров Сицилия и към мюсюлманска Северна Африка, където генуезците установяват търговски пунктове, преследвайки златото, пътуващо през Сахара и установявайки бази чак до Атлантическия океан в Сале и Сафи. През 1282 г. сицилианското население на Кралство Сицилия се разбунтува срещу господството на Анжуйците. Въстанието, известно като Сицилианската вечерня, води до отделянето на Сицилия от континенталната част на кралството под ръководството на владетели от арагонски произход. Генуа, която подкрепя арагонците, получава правото на свободна търговия и износ за Кралство Сицилия. Генуезките банкери също се възползват от отпускането на заеми за новата сицилианска аристокрация. Корсика е официално анексирана през 1347 г.
Генуа е много повече от депо за лекарства и подправки от Изтока: основен двигател на нейната икономика е тъкането на копринени тъкани от вносни конци, следващи симетричните стилове на византийската и сасанидската коприна.
След икономическия спад в Европа в края на XIV век и дългата война с Венеция, завършила с поражението във войната за Киоджа през 1380 г., Генуа навлиза в период на упадък. Преди войната за Киоджа, която продължава от 1379 до 1381 г., генуезците се радват на военно господство, което е източникът на тяхната сила и позиция в Северна Италия. Генуезкото поражение лишава Генуа от това морско превъзходство, изтласква я от пазарите на Източното Средиземноморие и започва упадъкът на могъщата морска република. Нарастващата османска мощ пречи на генуезките емпории в Егейско море и черноморската търговия намалява.
През 1396 г., за да защити републиката от вътрешни вълнения и провокациите на херцога на Орлеан и бившия херцог на Милано, дожът на Генуа Антониото Адорно прави френския крал Шарл VI difensor del comune („защитник на комуната“) на Генуа. Въпреки че и преди това републиката е била под частичен чужд контрол, това бележи първия път, когато Генуа е доминирана от чужда сила.

### Златен век на генуезките банки
Генуа от XV век има бурна история. Градът има силна традиция в търговията с левантийски стоки и неговият финансов опит е признат в цяла Европа. След кратък период на френско господство от 1394 до 1409 г. Генуа попада под управлението на Висконти от Милано. Генуа губи Сардиния в полза на Арагонската корона, Корсика в резултат на вътрешно въстание, а нейните колонии в Близкия изток, Източна Европа и Анадола попадат в ръцете на Османската империя.
През XV век две от първите банки в света са основани в Генуа: банката на Свети Георги, основана през 1407 г., която е най-старата държавна депозитна банка при закриването си през 1805 г., и банка „Каридже“, основана през 1483 г. като заложна къща, която съществува до ноември 2022 г., когато е включена в BPER.
Заплашен от Алфонсо V Арагонски, дожът на Генуа отстъпва републиката на французите през 1458 г., превръщайки я в Херцогство Генуа под контрола на Жан II, френски кралски управител. Въпреки това, с подкрепата на Милано, Генуа се разбунтува и републиката е възстановена през 1461 г. След това миланците сменят страните, завладявайки Генуа през 1464 г. и запазвайки я като феодално владение на френската корона. Между 1463 – 1478 и 1488 – 1499 г. Генуа е под управлението на рода Сфорца. От 1499 до 1528 г. Републиката достига най-ниската точка в развитието си, като е под почти непрекъсната френска окупация. Испанците, с техните вътрешни съюзници, „старата аристокрация“, укрепили се в планините зад Генуа, превземат града на 30 май 1522 г. и го подлагат на безмилостно разграбване. Когато адмирал Андреа Дория от могъщото семейство Дория се съюзява с Папската държава срещу император Карл V, за да прогони испанците и да възстанови независимостта на Генуа, се отваря нова перспектива: през 1528 г. генуезките банки отпускат първия заем на Карл.
При последвалото икономическо възстановяване много аристократични генуезки семейства, като Балби, Дориè, Грималди, Палавичини и Сера, натрупват огромни богатства. Според Фелипе Фернандес-Арместо и други автори практиките, разработени от Генуа в Средиземно море, са били от решаващо значение за изследването и експлоатацията на Новия свят.
По времето на икономическия пик на Генуа през XVI век градът привлича много художници, включително Петер Паул Рубенс, Караваджо и Антонис ван Дайк. Архитектът Галеацо Алеси проектира много от великолепните сгради в града, както и Бартоломео Бианко, автор на шедьоврите на Генуезкия университет, след средата на века. Редица генуезки барокови и рококо художници се установяват другаде и важност придобиват редица местни художници.
След това Генуа претърпява прераждане като сателит на Испанската империя, тъй като генуезките банкери финансират много от задморските начинания на испанската корона от своите счетоводни къщи в Севиля. Фернан Бродел дори нарича периода от 1557 до 1627 г. „епоха на генуезците“, „на управление, толкова дискретно и изтънчено, че историците дълго време не го забелязват“. Съвременните посетители, които минават покрай брилянтните маниеристични и барокови фасади по Страда Нова (днес улица „Гарибалди“) или улица „Балби“ в Генуа не може да не забележат значителното богатство, но в действителност то не е чисто генуезко, а е концентрирано в ръцете на плътен кръг от банкери-финансисти, истински „рискови капиталисти“. Търговията на Генуа обаче остава тясно зависима от контрола върху средиземноморските линии и загубата на Хиос, превзет от Османската империя през 1566 г., е тежък удар.
Държавният банкрут на Испания при управлението на Филип II през 1557 г. хвърля германските банкови къщи в хаос и слага край на управлението на Фугерите като испански финансисти. Генуезките банкери се възползват и осигуряват на тромавата финансова система на Хабсбургите гладко кредитиране и редовни, надеждни доходи. В замяна на това доставките на американско сребро бързо са преместени от Севиля в Генуа, за да осигурят капитал за по-нататъшни начинания.
За да компенсират загубената генуезка територия от османците, от около 1520 г. генуезците започват да контролират пристанището на Панама – първото пристанище на Тихия океан, създадено в Новия свят. Те получават от испанците концесията да експлоатират пристанището главно за търговия с роби в Тихия океан до унищожаването на първоначалния град през 1671 г. Междувременно през 1635 г. дон Себастиан Уртадо де Коркуера, испански губернатор на Панама, набира генуезци, перуанци и панамци като войници, за да водят война срещу мюсюлманите във Филипините и да основат град Замбоанга при завоюването на султанатите Сулу и Магинданао. Генуезките банкери са активни във владенията на Испания както в Средиземноморието, така и в Новия свят (Перу, Мексико и Филипините).
Генуезкият банкер Амброджо Спинола събира и ръководи армия, която участва в Осемдесетгодишната война в Нидерландия в началото на XVII век. Упадъкът на Испания през XVII век означава и упадък на Генуа, а честите фалити на испанската корона разоряват много от търговските къщи в Генуа. През 1684 г. градът е тежко бомбардиран от френски флот като наказание за съюза му с Испания.

### Реформи от 1528 и 1576 г. и двугодишни дожи
Адмиралът от Онеля Андреа Дория дава политически и исторически повратен момент с радикална промяна в структурата на една държава, която след още едно подчинение на Франция през 1528 г. преживява нова независимост и преди всичко стабилност със споразумението между 250-те най-влиятелни семейства на републиката. „Новата реформа“ от 1528 г. увеличава броя на „благородническите хотели“ (групи на аристократи, свързани с кръвна връзка) до 28 с навлизането на нови генуезки семейства, свързани с най-важните и исторически родословия, причинявайки двойното наименование на фамилията на много дожи. Институцията на Висшия и на Низшия съвет на републиката (първият избира новия дож с мажоритарен избор от списък от кандидати) с нова избирателна система и редуване на различните членове на двата съвета (известното теглене на жребий от съдове); раждане, преразглеждане и роли на някои институционални фигури като сенатори, прокурори и върховни одитори, полезни както за „държавната машина“, така и за административната и законодателната работа на дожа. Друга важна реформа, в допълнение към избора на дож, е тази на мандата, който от доживотен става двугодишен: нова аристократична система и редуването между двете основни „стари“ и „нови“ благородници, което е основата на „петата република“ (последната).
Последвалите реформи през 1547 г. (след заговора на Фиески) и през 1576 г. довеждат до незначителни промени в институцията на дожа (смяната и двугодишният мандат обаче са запазени), които придружават през следващите два века Република Генуа в своя максимален блясък, в един балансиран вътрешнополитически климат.

### Упадък
През май 1625 г. френско-савойска армия обсажда за кратко Генуа. Въпреки че в крайна сметка е вдигната с помощта на испанците, французите по-късно бомбардират града през май 1684 г. заради подкрепата му за Испания по време на Войната на Реюнионите. Междувременно чума убива половината от жителите на Генуа през 1656 – 57 г.
Генуа продължава бавния си упадък и през XVIII век, губейки последната си средиземноморска колония, островната крепост Табарка, от бея на Тунис през 1742 г.
В атмосфера на постоянен икономически и упадък на властта, през 1729 г. Републиката трябва да се изправи пред нов бунт в Корсика. Смята се за първия момент на истински разрив между острова и Генуезката република: може би най-важният, защото представителите на Църквата в пълна хармония с Римската курия „оправдат“ войната. Този път генуезкото правителство поисква помощта на Карл VI, който изпраща 10 000 германски пехотинци от имперската армия, след плащането от Генуа на 60 000 флорина и 100 скуди за всеки загинал войник, присъединявайки се към войниците на Републиката, командвани от Камило Дория. Генуа успя да овладее бунта, но това не се оказа трайно. Друго въстание избухва през 1733 г., което кара генуезците отново да се обърнат към императора, но императорската армия е обвързана с французите в продължаващата Война за полското наследство и по този начин отказва да се намеси. Дори преди бунтовете контролът на Генуа върху острова е разхлабен; републиката ефективно се е демилитаризира, само с 2000 войници (всички разпръснати из укрепления в Лигурия) за население на континента от около половин милион, а законът и редът в Корсика са много слаби, с близо 900 убийства на 100 000 души там годишно от 1701 г. до 1733 г. Генуезкото правителство се опитва да забрани частното притежаване на огнестрелно оръжие в Корсика без успех. Партизанската война продължава на острова, докато не бъде продаден на Франция през 1768 г.
Конвенцията от Торино от 1742 г., в която Австрия се съюзява с Кралство Сардиния, предизвиква известен ужас в Републиката. Въпреки това, когато тази временна връзка получава по-траен и надежден характер при подписването на Договора от Вормс през 1743 г., страхът от дипломатическа изолация кара Генуезката република да изостави своя неутралитет и да се съюзи с Камарата на Бурбоните във Война за австрийското наследство. В резултат на това Република Генуа подписва таен договор със съюзниците на Бурбоните от Кралство Франция, Испанската империя и Кралство Неапол. На 26 юни 1745 г. Република Генуа обявява война на Кралство Сардиния. Това решение се оказва катастрофално за Генуа, която по-късно се предава на австрийците през септември 1746 г. и е окупирана за кратко преди бунт да освободи града два месеца по-късно. Австрийците се завръщат през 1747 г. и заедно с контингент от сардински сили обсаждат Генуа, преди да бъдат прогонени от приближаването на френско-испанска армия. По време на Войната за австрийското наследство, на 5 декември 1746 г. избухва въстанието в Генуа в района на Портория, където генуезките граждани се надигат срещу австрийците, освобождавайки града след дни на битки. Събитието е известно и благодарение на действието на младия Балила, който пръв се противопоставя на австрийците, като хвърля камъни.
Въпреки че Генуа запази земите си в Аахенския мирен договор, тя не успява да задържи контрола върху Корсика в нейното отслабено състояние. След прогонването на генуезците през 1755 г. е обявена Корсиканската република. В крайна сметка разчитайки на френската намеса за потушаване на бунта, Генуа е принудена да отстъпи Корсика на французите в Договора от Версай от 1768 г.

### Край на републиката и кратко възраждане през 1814 г.
Още през 1794 – 1795 г. революционното ехо, идващо от Франция, достига до Генуа, също благодарение на пропагандистите и генуезките изгнаници, намерили убежище във Франция. През 1794 г. е осуетен заговор срещу аристократичната и все още олигархична управляваща класа, която, всъщност вече се подготвя в генуезките дворци на властта. Въпреки това през май 1797 г. се ражда намерението на генуезките якобинци и френските граждани да свалят дож Джакомо Мария Бриньоле, както се случва в древния враг Венеция, което води до братоубийствена война по улиците между противници и популярни поддръжници на сегашната управленческа система.
Пряката намеса на Наполеон (по време на Италианската кампания от 1796 г.) и неговите представители в Генуа е последният акт, довел до падането на Републиката в началото на юни, който сваля старите елити, управлявали държавата през цялата ѝ история, давайки раждането на Лигурската република на 14 юни 1797 г. под зорката грижа на Наполеонова Франция. След завземането на властта от Бонапарт във Франция е приета по-консервативна конституция, но животът на Лигурската република е кратък – през 1805 г. тя е анексирана от Франция, превръщайки се в департаменти Апенини, Жене и Монтено. Златната книга на благородниците е изгорена на пл. „Акваверде“. Лигурската република е краткотрайна и през юни 1805 г. попада под властта на Първата френска империя на Наполеон.
С падането на Наполеон и последвалия Виенски конгрес Генуа си възвръща ефимерна независимост, с името Генуезка република, която продължава по-малко от година. Конгресът обаче постановява анексирането на териториите и следователно на цяла Лигурия с областта Олтреджого и остров Капрая към Кралство Сардиния, управлявано от Савойския дом, което противоречи на принципа за възстановяване на законните правителства и монархии на старата република преди до Наполеоновия период.

## Управление

### Форми на управление
Името „република“ е официално през 1528 г. по инициатива на адмирал Андреа Дория. Следователно нейната територия е администрирана от Средновековието (от 1099 до 1339 г.) от консули, подести и капитани на народа, които съставляват първата държавна и републиканска „версия“: Първа, Втора и Трета република.
С разрастването на една все по-мощна морска република обаче моменти на напрежение, сблъсъци и желание за власт“ на най-влиятелните генуезки семейства, допълнително разделени между фракциите на гвелфите и гибелините, контрастират в политическото управление на града. Сред благородническите семейства, които ефективно споделят властта на града през Средновековието, са Адорно, Фрегозо, Гуарко, Монталдо, Дория, Спинола, Фиески, Грималди и Ломелини.
Едва през XIV век в Република Генуа е приложена олигархична правителствена реформа – т. нар. „четвърта република“, която с първите дожове, избрани доживот (първият е на 23 септември 1339 г., Симоне Боканегра), също редува подчинение на Миланското херцогство (първо при Висконти и след това при Сфорца) и на френските суверени Шарл VI, Шарл VII, Луи XII и Франсоа I.
В тези исторически фази, където всъщност доброволните подчинения на републиката са политически трансформирани в реални чужди господства, същевременно поддържайки слаба териториална автономия, най-вече лигурски, но също и генуезки губернатори и наместници поемат ръководството на държавата. Те са номинирани от онези благороднически представители, смятани за „близки“ до действащата власт, дори бивши доживотни дожи, които поради „държавна отговорност“ или лична амбиция избират да се откажат от своето управление и всъщност да предадат републиката на гореспоменатите държави на няколко пътиː характеристика, която свързва трима дожи от сем. Адорно (Антонито I, Антониото II и Просперо) и двама от сем. Фрегозо (Паоло и Отавиано).
Историята на Генуа, на генуезката област и на републиката, която управлява съдбата ѝ дълго време, но също и на правителствата, които постепенно се редуват начело на града, до периода на дожите, може да бъде проследена чрез работа на историци, които продължават работата по разказване, започната в края на XI век от Кафаро ди Рустико да Каскифелоне (историк и самият общински консул) с неговите „Анали“.
Матео Сенарега, дож от 1595 до 1597 г., в „Дискурс за града и Република Генуа“ пише: „Тя не принадлежи към нито едно от трите добри управления, нито към трите лоши, отбелязани от Аристотел; по-скоро е смесица от тях; не е демокрация по никакъв начин, тъй като народът не управлява там; не е аристокрация, тъй като всички членове, тоест оптиматите, управляват там; не може да се нарече разрешение, защото раздава строго правосъдие на народа“.
Разделяйки историческата епоха на Република Генуа на пет отделни периода, има:
- Първа република – на консулите
- Втора република – на подестите
- Трета република – на капитаните на народа
- Четвърта република – на доживотните дожи
- Пета република – на дожите с двугодишен мандат.

Консулската република е по същество демократична по форма, докато тези на подестите и на капитаните на народа силно възстановява често противоречивата връзка между властта и свободата. Доживотните дожи от своя страна се провъзгласяват за народни, въпреки че понякога граничат с олигархия. Петата република е институционално аристократична. По обичай в Генуа прелатите не могат да заемат държавни длъжности.
Това в хронологичен ред е последователността на длъжностите:
- 1099 – 1129ː консули
- 1130 – 1216ː подести и/или консули на Плацити
- 1217 – 1311ː подести, капитан или капитани на народа
- 1311 – 1314ː викарии на император Хайнрих VII
- 1314 – 1317ː подести
- 1317 – 1318ː двама капитани на народа
- 1318 – 1335ː викарии на крал Робер Неаполитански
- 1335 – 1339ː двама капитани на народа
- 1339 – 1528ː доживотни дожи
- 1528 – 1797ː дожи с двугодишен мандат

До 1797 г. републиката се управлява от дожи и губернатори (в периоди на подчинение на чужди държави, като т.нар. „посвещения“). Републиката, възстановена на 26 април 1814 г., след Лигурската република и Наполеоновото управление и продължила до 7 януари 1815 г., и има Джироламо Сера като президент на временното правителство.

### Държавни институции

#### Основни аристократични семейства
През първите два века след установяването на пожизненото управление на дожа в Генуа главно семействата Адорно и Кампофрегозо оспорват позицията (Адорно имат седем дожа, а Кампофрегозо десет).
След реформата от 1528 г. сред 79-те „двугодишни дожи“, които идват на власт, много са избрани от малък брой аристократически домове в града, организирани в 28 „хотели“ (обединения), по-специално:
- Семейства Грималди и Спинола имат по единадесет дожи
- Семейство Дурацо има осем дожи.
- Семейства Де Франки, Джустиниани и Ломелини има по седем дожи
- Семейства Чентурионе и Дория имат по шест дожи
- Семейства Катанео и Джентиле имат по пет дожи
- Семейство Бриньоле има четирима дожи, които обаче натрупват пет двугодишни мандата (Джакомо Мария Бриньоле е единственият дож, който е избран два пъти и е последният в историята на Генуа).
- Семейства Де Мари, Империале, Инвреа и Негроне имат по четири дожи
- Семейства Гуарко, Палавичини и Саули имат по трима дожи
- Семейства Балби, Камбиазо, Киавари, Дела Торе, Леркари, Пинели, Промонторио, Венерозо, Виале и Дзоали имат по двама дожи.
- Семейства Асерето, Айроли, Каневаро, Киавика Чибо, Клавареца, Да Пасано, Де Ферари, Де Форнари, Де Марини, Дела Ровере, Ди Негро, Ферети, Францони, Фругони, Гарбарино, Джудиче Калви, Одоне, Салуцо, Сенарега, Вака (Вакари) и Вивалди имат по един дож.

Други влиятелни семейства на Република Генуа са Фиески (графове на Лаваня, които дават на Църквата двама папи: Инокентий IV и Адриан V) и Гатилузио (господари на много земи в Егейско море, като Лемнос, Лесбос, Енос и Самотраки).

### Териториално устройство
През цялата си история Република Генуа разширява прякото си господство над следните територии: Лигурия и някои съседни области (включително по-специално Олтреджого), Корсика, Горгона, Капрая, Кипър, Хиос, Самос, Галата и Константинопол, Севастопол, Чембало, Солдая, Азов, Кафа в Крим и Табарка в Тунис. В областта на Лигурия има нецентрализирана система.

#### Административно деление
В последната фаза на своята независимост държавата на дожите се състои от голяма част от днешна Лигурия.
Към средата на XVIII век генуезкото владение е административно разделено на:

##### Континентални владения (Terraferma)
- Морски:
  - град Генуа, правителства на Вал ди Бисаньо и Вал Полчевера (Ривароло).
  - Източна Ривиера: правителства на Киавари Специя, Сардзана;
    - капитанства на Рапало, Реко, Сестри, Леричи;
    - подестариуми на Кастильоне ди Киавари, Нейроне – Рокаталята, Варезе Лигуре, Годано, Брунято; викариат Монтоджо.

  - Ривиера ди Поненте: правителството на Сестри Поненте;
    - капитанства на Савона, Вентимиля, Пиеве ди Теко;
    - комисариати на Дзукарело, Албенга;
    - подестерии на Аласио, Вадо, Пиетра Лигуре, Вараце, Стела, Диано, Пели, Лингуелиета, Черво, Андора, Таджа, Чериана, Триора; викариати на Санремо, Величествената общност на осемте места (Бордигера, Боргето Сан Николо, Кампоросо, Сан Биаджо, Сасо, Солдано, Валебона и Валекрозия), Порто Маурицио;
    - кастелании и консулства на Казанова, Велего, Бусана, Санто Стефано, Виозена, Онцо, Пена, Мендатика, Козио, Порнасио
- Селища в Олтреджого: правителството на Нови;
  - капитани на Овада, Гави;
  - подестерии на Сасело, Пароди, Волтаджо и Фиаконе;
- Маркизат Бусала, маркизат и имперски феод, отстъпен от Spinolas през 1728 г. (анклав)
- Маркизат Кастеларо и Помпеяна с Терцорио – феод, предоставен на семейство Джентиле
- Маркизат Финале (1713), назначен в република Генуа, с подестариите на Финале, Калицано, Каркаре (анклав)
- Маркизат Мазоне, от 1343 г. до Република Генуа, която го предава първо на сем. Ломелино, след това на сем. Спинола и накрая на сем. Палавичини (анклав)

##### Отвъдморски селища
- Капрая в Тосканския архипелаг: капитанство със седалище в кастело Сан Джорджо;
- Корсика от 1481 г., отстъпена на Франция през 1768 г. с Версайския договор, разделена на 10 юрисдикции и 4 феода:
  - Банда ди Фиори или Помонте с Аячо, Калви, Сагона, Бонифасьо, Бастелика, Ил Рус
  - Банда ди Дентро или Чизмонте с Бастия, Сен Флоран, Червионе, Порто Векио, Алерия, Корте
- Табарка: база за събиране на корали от 1540 г. и изоставена на бея на Тунис през 1756 г.

##### Протекторати
- Графство Айроле, от 1490 г. на графовете Ласкарис ди Вентимиля в рамките на капитанската власт на Вентимиля
- Сеньория Канталупо – феодално владение на сем. Спинола до 1518 г., след това предоставено на сем. Бота Адорно
- Сеньория Оливета, в рамките на Кастеланство Пена, предоставено на епископите на Грас в лично качество

##### Анклави
- Албера, автономна абатстка сеньория
- Арнаско и Стеланело, сеньория на сем. Дел Карето, на Савоя от 1738 г.
- Балестрино, с Бардинето и Карпе, сеньория на сем. Дел Карето до 1757 г.
- Кампофредо, маркизат и имперски феод на сем. Спинола ди Луколи
- Карозио, феодално владение на сем. Спинола, от 1738 г. на Савоя
- Кроче де Фиески и Вобия, маркизат и имперски феод на сем. Фиески
- Долчеакуа, маркизат и имперски феод на сем. Дория; по-късно съюзник на Савоя
- Графство Лоано, под ръководството на сем. Дория; след това на Савоя от 1770 г
- Република Ноли, автономна и съюзена
- Княжество Онеля, владение на сем. Дория до 1576 г., след това принадлежащо на Савоя
- Савиньоне и Казела, маркизат и имперски феод на сем. Фиески
- Периналдо и Себорга, имперски феоди на сем. Дория; през 1729 г. Себорга е закупен от Савоя
- Маркизат Ториля, имперски феод на сем. Дория

## Икономика
Генуезките търговци купуват сол – от Йер близо до Тулон във френския Прованс, от Каляри в Сардиния, Тортоса в Иберия и от други райони в Черно море, Северна Африка, Кипър, Крит и Ибиса, и правят салами. След това те продават салам в Южна Италия за сурова коприна, която се продава в Лука за тъкани, които след това се продават на Лион. Керваните с мулета от Генуа пренасят сол директно до Пиаченца, където тя се прехвърля на речни шлепове и се транспортира надолу по река По до Парма и други градове в Паданската низина, като Реджо и Болоня. По тези търговски пътища Генуа се състезава с Венеция за сол и за други товари, като салами, прошуто, сирене, текстил и подправки.

## Рицарски ордени
- Военен орден на Свети Георги (1453)

## Известни личности
- Христофор Колумб, италиански откривател, който работи за испанците и открива Америка през 1492 г.
- Иньо дела Волта, генуезки политик от края на XI или началото на XII век